# Bysholm
Bysholm (estniska: Vööla, estlandssvenskt uttal: bishålm) var en by i dåvarande Nuckö kommun i landskapet Läänemaa i västra Estland, 80 km väster om huvudstaden Tallinn. Sedan kommunreformen 2017 tillhör platsen Lääne-Nigula kommun.
Bysholm ligger på halvön Nuckö vid Estlands västkust mot Östersjön. Den ligger i det område som traditionellt har varit bebott av estlandssvenskar. Här låg tidigare Bysholms herrgård. 
Området är mycket låglänt och strandlinjerna har haft en annorlunda utformning i historisk tid när Bysholm utgjorde en ö. Byn är kringskuren av havet i norr, sjön Bysholmsviken (Vööla meri) i öster och sjön Nåtan (Kudani järv) i söder. Söder om Nåtan ligger byn Gutanäs som Bysholm administrativt tillhör idag. Bortom Bysholmsviken ligger byn Harga i öster och i väster ligger Tällnäs.